# Tokarev TT-33
La Tokarev TT-33 (designata dall'esercito sovietico come 7,62 mm  samozaryadnyy  Pistolet Tokareva obrazca 1930 goda, in russo 7,62-мм самозарядный пистолет Токарева образца 1930 года
- pistola autocaricante Tokarev da 7,62 mm, modello 1930 -? o ТТ — 56-А-132) è una pistola semiautomatica ad azione singola di fabbricazione sovietica, ideata nel 1930 da Fëdor Tòkarev come sostituta del revolver Nagant M1895 in uso dal 1895 e progredita fino alla versione TT-33. La sigla "TT" significa Tula-Tokarev (Тульский Токарев) dove Tula è la città russa nella quale si trova la fabbrica Tul'skij oružejnyj zavod, deputata alla produzione dell'arma, e Tokarev è il cognome del progettista.
L'evoluzione della TT-30 è basata sostanzialmente sul sistema di funzionamento Colt-Browning semplificato, per permetterne una produzione a basso costo ed in grande serie, a partire dal 1934. Entrò in servizio nel 1935 come arma standard dell'esercito dell'Unione Sovietica. Conquistò una solida fama nell'Armata Rossa e già durante la Guerra di Spagna venne apprezzata fra le file dell'Esercito repubblicano.

## Sviluppo
Nel 1930 il Consiglio Militare Rivoluzionario approvò una risoluzione per testare nuove armi da fianco per sostituire il vecchio Nagant M1895. Durante questi test, il 7 gennaio 1931, fu notato il potenziale della pistola denominata TT-30 di Fedor Tokarev, un brillante e conosciuto progettista che aveva combattuto nella Guerra Civile russa. Poche settimane dopo furono ordinate mille TT-30 per la sperimentazione, e successivamente la pistola fu adottata dall'Armata Rossa.
Il calibro scelto fu anch'esso nuovo: il 7,62 × 25 mm Tokarev, ideato basandosi sul celebre 7,63 Mauser, largamente diffuso all'epoca. Infatti, la munizione tedesca piaceva molto ai militari sovietici, per la capacità di penetrazione e la notevole gittata della cartuccia, giudicate ideali per un'arma militare da fianco. Fatto piuttosto notevole, l'Armata Rossa non volle mai saperne del 9 x 19 mm Parabellum, che invece si stava imponendo come calibro standard per le armi corte un po' dovunque. Per l'epoca, la TT-30 era un'arma molto moderna e suscitò molta attenzione negli ambienti militari: riuniva in sé economia di fabbricazione, sicurezza di funzionamento, praticità (pesava quattro etti in meno della Mauser C96) ed efficacia.
Dopo alcune modifiche minori, nel 1933 l'arma fu ridesignata. La TT-33 venne scelta come nuova arma da fianco per l'Armata Rossa. In servizio, la TT-33 fu assegnata a ufficiali, sottufficiali e militari per i cui compiti il fucile d'ordinanza era troppo ingombrante; tuttavia non sostituì mai completamente il vecchio revolver Nagant, e fino al 1945 le due armi convissero.
Arma solidissima e sicura, durante la Seconda Guerra Mondiale diede ottime prove di sé e fu molto apprezzata; venne largamente usata anche dalla Wehrmacht, che ne catturò grossi quantitativi. Fu prodotta fino agli anni '50, quando venne sostituita dalla pistola Makarov. La TT-33 restò comunque in servizio presso l'Armata Sovietica fino agli anni '70, ed in molti paesi del mondo lo è tuttora.

## Tecnica

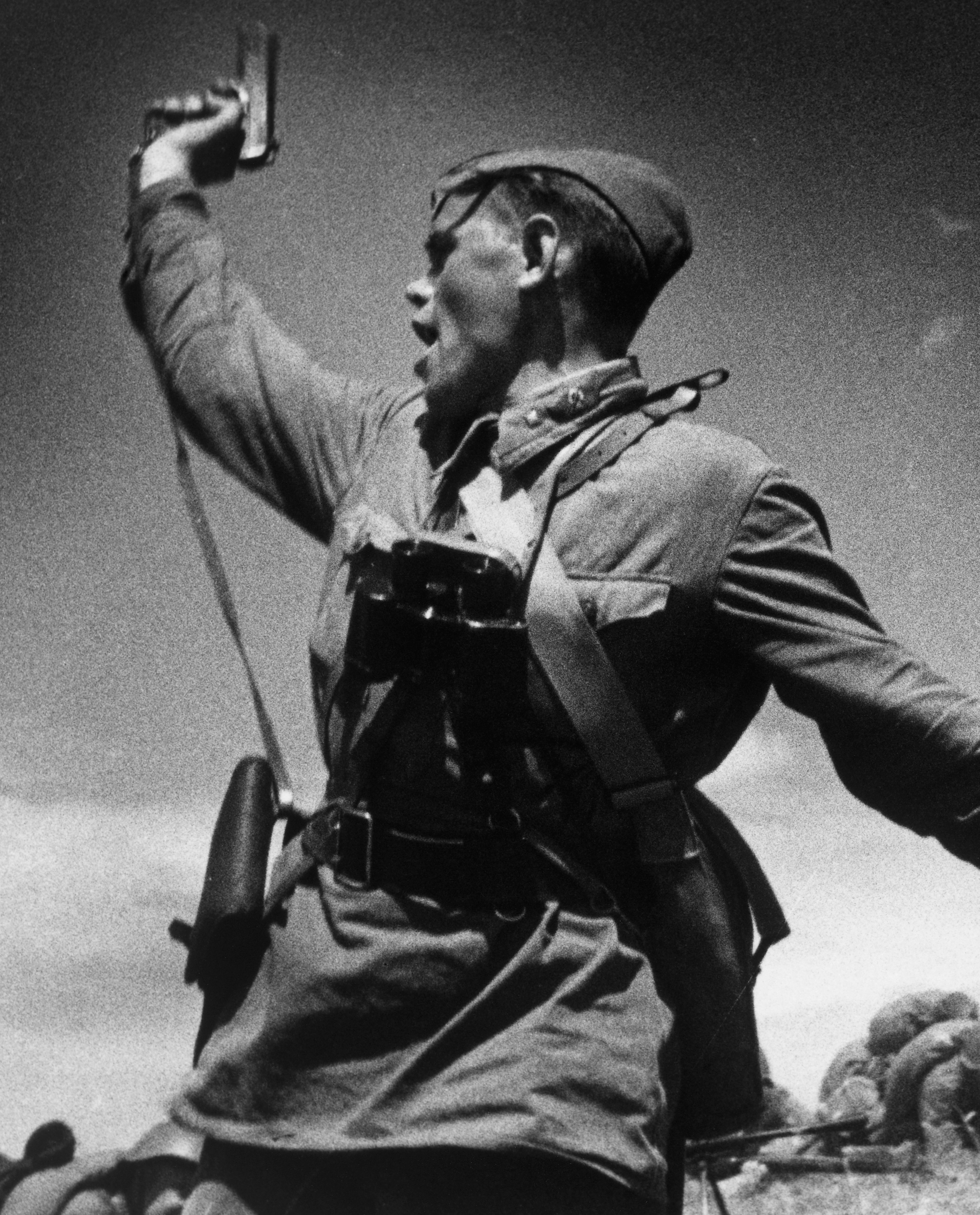
Il tenente Oleksij Hordijovyč Jeremenko armato con una Tokarev TT-33 esorta le truppe sovietiche ad andare avanti contro le posizioni tedesche nell'estate 1942

L'organizzazione meccanica della TT-33 ricalca quella già ben nota dello schema Colt-Browning, in cui canna e carrello sono vincolati da anelli sulla parte superiore della canna, che si impegnano in due tacche corrispondenti, fresate all'interno del carrello. La potenza della cartuccia impiegata richiede infatti una chiusura geometrica della camera di cartuccia: il solo peso del carrello non è sufficiente ad assorbire il rinculo della potente 7,62 × 25 mm Tokarev sovietica, copia della 7,63 Mauser.
Allo sparo, canna e carrello rinculano così assieme per un breve tratto, necessario a far calare le pressioni nella camera di cartuccia, quindi una bielletta mobile fissata all'estremità posteriore della canna ne provoca l'abbassamento, svincolandola così dal carrello che invece prosegue la corsa retrograda estraendo ed espellendo il bossolo esploso, e successivamente, spinto dalla molla di recupero posta sotto la canna, ritorna in avanti sfilando una nuova cartuccia dal caricatore e inserendola in camera.
L'arma spara solamente ad azione singola.
Ergonomicamente, la TT-33 è ben progettata: facile da impugnare e confortevole allo sparo, con poco rinculo e una precisione più che sufficiente per le distanze d'impiego (20 m). Gli organi di mira consistono in un mirino a lama e una tacca di mira posteriore, tarata a 25 m.
La parte più interessante dell'arma di Tokarev consiste in una particolare lavorazione del fusto in corrispondenza dell'impugnatura, dove il caricatore, una volta inserito, presenta le cartucce al carrello. La parte terminale superiore del caricatore ("labbra") è la più debole e la più soggetta a deformazioni, ed è una della principali cause di inceppamenti nelle pistole automatiche: l'ex soldato Fëdor Tokarev, che evidentemente conosceva bene questo difetto, provvide a realizzare due risalti sagomati fresati direttamente nel fusto, che "presentano" le cartucce nella giusta inclinazione, in modo che il carrello le guidi in camera di cartuccia senza alcun rischio di impuntamenti o inceppamenti. L'intuizione di Tokarev si rivelò azzeccatissima e risolse il problema degli inceppamenti brillantemente e con poca spesa.
Anche l'assenza di una sicura manuale rivela l'impostazione tipicamente militare dell'arma: Tokarev era al corrente che, all'atto pratico, su una pistola militare la sicura è pressoché inutile. Quando l'arma è carica, basta mettere il cane in posizione di "mezza monta", che blocca sia il percussore che il carrello, armandolo completamente solo al momento dello sparo, a tutto vantaggio della rapidità di impiego dell'arma che può così essere portata con il colpo in canna in assoluta sicurezza.
Quanto al livello di finitura, è tipico delle armi militari sovietiche: la finitura esterna è adeguata, con l'arma brunita o fosfatizzata. Internamente la TT-33 è invece lavorata piuttosto bene sui piani di lavoro, più grossolanamente nelle altre parti interne con evidenti segni di utensile, comunque il livello è più che adeguato per un'arma militare. L'acciaio impiegato è di ottima qualità, con trattamenti termici accurati, e la canna è spesso cromata internamente per ridurre l'usura e facilitare la pulizia, come di regola nelle armi sovietiche.

## Varianti

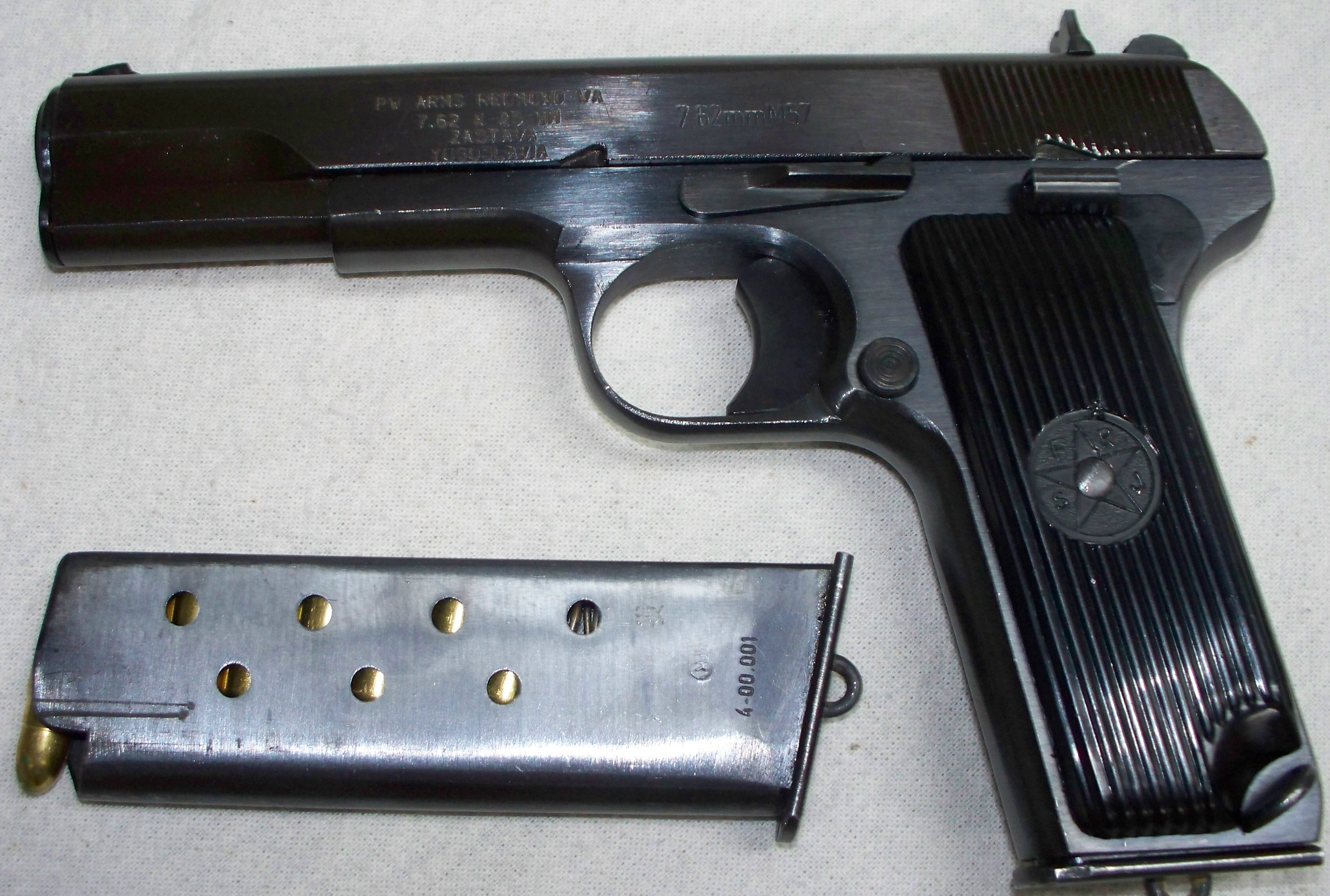
La variante jugoslava M57 con il caricatore a 9 colpi e la sicura

La Wehrmacht catturò un consistente numero di TT-33 e le distribuì, principalmente ai reparti di occupazione in URSS, come Pistole 615(r). Questo è stato possibile grazie al fatto che le cartucce sovietiche 7.62 mm modello 1930 tipo P erano quasi identiche alle tedesche 7,63 × 25 mm Mauser; quindi il munizionamento tedesco poteva essere utilizzato nelle armi sovietiche.
Dopo il 1945 la TT-33 restò in servizio e venne prodotta su licenza in quasi ogni nazione sotto influenza sovietica: in Cina divenne la Tipo 51, in Jugoslavia la M57, in Corea del Nord la M68. Le copie prodotte in Polonia presso la fabbrica di Radom e in Ungheria presso la FEG di Budapest si distinguono per la lavorazione molto più accurata. L'Ungheria ha addirittura prodotto anche un modello calibrato per il 9 x 19 mm Parabellum, noto come Tikagypt. I vari cloni della TT-33 continuano ad essere fabbricati in molti paesi, e l'arma di Tokarev è tuttora massicciamente presente fra enti paramilitari e movimenti di guerriglia in molte parti del mondo.

## Utilizzatori
- Afghanistan[6]
- Albania[6] Polizia albanese e RENEA
- Algeria[6]
- Angola[6]
- Armenia[6]
- Azerbaigian[6]
- Bangladesh: utilizzo cinese copia della Type 54.[7]
- Bielorussia[6]
- Benin[6]
- Bosnia ed Erzegovina[6]
- Cambogia[6]
- Ciad:[6]
- Cina: prodotta in larga misura come la Type 54.[8]
- Rep. del Congo[6]
- Croazia[6]
- Egitto: prodotta dagli anni 1950. Ricamerata per l'impiego delle munizioni 9x19 Parabellum, era identificata con il nome di Tokagypt 58 ed era impiegata dalle forze di polizia.[9]
- Guinea Equatoriale[6]
- Georgia[6]
- Guinea[6]
- Guinea-Bissau[6]
- Ungheria: prodotta localmente.[10]
- Iraq[6]
- Kirghizistan[6]
- Laos[6]
- Libano[6]
- Lituania: Forze Armate Lituane.[6][11]
- Madagascar[6]
- Malta[6]
- Mauritania[6]
- Moldavia[6]
- Mongolia[6]
- Montenegro[6]
- Mozambico[6]
- Corea del Nord: prodotta localmente nella Type 68.[10][12]
- Pakistan
- Polonia: prodotta localmente nella fabbrica di armi Radom .[10] Utilizzata dai militari e dalle forze dell'ordine; sostituita dalla P-64 negli anni 1960.
- Romania: prodotta localmente.[6][10]
- Russia[6]
- Serbia[6]
- Sierra Leone[6]
- Somalia[6]
- Seconda Repubblica Spagnola
- Unione Sovietica[8]
- Siria[6]
- Uganda[6]
- Vietnam[6]
- Jugoslavia: prodotta localmente.[8][10]
- Zambia[6]
- Zimbabwe[6]